# Alligator Farm
Alligator Farm è il terzo album in studio del chitarrista statunitense Paul Gilbert, pubblicato nel 2000.

## Tracce
Testi e musiche di Paul Gilbert, eccetto dove indicato.
1. Better Chords – 1:03
2. Individually Twisted – 4:05
3. Cut, Cut, Cut – 3:22
4. Alligator Farm – 3:42
5. Attitude Boy Will Overcome – 4:03
6. 2 Become 1 (cover delle Spice Girls) – 5:16 (Richard Stannard, Spice Girls, Matt Rowe)
7. Lancelot Link – 0:35
8. Rosalinda Told Me – 3:57
9. Let the Computer Decide (strumentale) – 3:58
10. Koto Girl – 3:35
11. Dreamed Victoria – 4:23
12. Six Billion People – 1:38
13. The Ballad of the Last Lions – 9:31 (Jimi Kidd)
14. Whole Lotta Sonata (strumentale) – 3:33 (Wolfgang Amadeus Mozart, arr. Gilbert)

- Whole Lotta Sonata è la trascrizione del terzo movimento (allegretto) della sonata per pianoforte n.10 K330 di Wolfgang Amadeus Mozart.

## Formazione
- Paul Gilbert – chitarra, voce
- Tony Spinner – chitarra, voce
- Scotty Johnson – chitarra, organo, pianoforte
- Mike Szuter – basso, voce
- Jeff Martin – batteria, percussioni, voce
- Jimi Kidd – chitarra (traccia 13)
- Jeff Scott Soto – cori (traccia 3)
- Kate Gilbert – cori (traccia 7)
- Julian Quayle – voce (traccia 9)